# Poseidon (Kafka)
Poseidon ist ein kleines Prosastück von Franz Kafka aus dem Jahr 1920.
Der Meeresgott Poseidon wird hier vorgestellt als unzufriedener Verwalter der Gewässer, der sein eigenes Metier, nämlich das Meer, eigentlich nicht kennt.

## Entstehung
Im Herbst 1920 löste sich Kafka von seiner Geliebten Milena Jesenská. In einem produktiven Schub entstand eine Reihe kurzer Prosastücke. Zu nennen sind hier Das Stadtwappen, Der Steuermann, Nachts, Gemeinschaft, Unser Städtchen liegt … (auch bekannt unter dem Titel Die Abweisung von 1920), Zur Frage der Gesetze, Die Truppenaushebung, Die Prüfung, Der Geier, Der Kreisel, Kleine Fabel und eben auch Poseidon. Diese kleinen Werke mit ihren inneren Zusammenhängen hat Kafka nicht selbst veröffentlicht, die Titel stammen weitgehend von Max Brod.

## Inhalt
Poseidon sitzt am Arbeitstisch und stellt Berechnungen über die Gewässer an, die er zu verwalten hat. Für seine Arbeit könnte er auf Hilfskräfte zurückgreifen, erledigt sie aber lieber selbst. Mit seiner Arbeit ist er unzufrieden. Aber alle Überlegungen, wie man ihn anders beschäftigen könnte, führen zu keinem Ergebnis, da er selbst letztlich keine andere Arbeit akzeptieren will.
Vor allem ärgert sich Poseidon über die Vorstellungen, die man sich landläufig von ihm macht, nämlich dass er immerfort mit seinem Dreizack durch die Fluten kutschiert. Stattdessen sitzt er in den Tiefen der Weltmeere, rechnet ununterbrochen und hat die Meere selbst kaum gesehen. Nur manchmal, wenn er eine Reise zu Jupiter macht, von der er meistens wütend zurückkehrt, sieht er das Meer flüchtig beim eiligen Aufstieg zum Olymp. Er meint, er müsse wohl bis zum Weltuntergang warten, bis sich ein stiller Augenblick ergeben werde und er eine kleine Rundfahrt durch das Meer machen könne.

## Form
Die kleine Geschichte besteht aus zwei Absätzen.
Die Erzählperspektive ist nicht eindeutig und verschiebt sich zwischen dem ersten und zweiten Absatz. Nicht Poseidon erzählt, sondern eine anonyme Figur neben ihm. Eine unpersönliche „man“-Perspektive aus einer Warte offensichtlich oberhalb Poseidons blickt auf ihn herab und auf seine Unzufriedenheiten und Nörgeleien. Sie bemüht sich scheinbar darum, die Dinge im Sinne Poseidons zu regeln. Folgende Passagen aus dem ersten Absatz zeugen davon:
- „Man konnte ihm doch unmöglich...“
- „Wenn man ihm dann verschiedene Vorschläge machte...“
- „Und bot man ihm eine Stellung außerhalb...“
- „Übrigens nahm man seine Beschwerden nicht eigentlich ernst...“

Wer ist dieser „man“, der sich der Arbeitsbefindlichkeiten des Meeresgottes halb annimmt, sie aber letztlich negiert? Es könnte ein höherer Gott sein, vielleicht Zeus, der oberste der griechischen Götter. Dann wäre aber selbst der oberste Gott nur ein Arbeitsverwalter und Bürokrat. Eines ist offensichtlich, diese höhere Instanz schaut mit deutlicher Ironie auf den Meeresgott.
Der zweite Absatz ist ganz geprägt vom Unwillen des Poseidon, seine eigene Sicht tritt jetzt zwar stärker hervor, aber auch hier ist er nicht der Erzähler.

## Bezug zum sonstigen Schaffen Kafkas
In diesem Prosastück treten eine ganze Reihe von Kafka-typischen Themen auf, und es gibt verschiedene Bezüge zu einer Reihe von anderen Werken. Poseidon vertraut seinen Hilfskräften nicht, ebenso wie die beiden Steuermänner aus Der Steuermann die Mannschaft nicht zum Lenken des Schiffs nutzen oder wie der Landvermesser K. aus Das Schloss seine beiden Gehilfen nicht als hilfreich empfindet. Ein weiterer Bezug zum Schloss besteht darin, dass die Perspektive genau umgekehrt ist. Im Schloss sind die fernen hohen Beamten Gegenstand der dörflichen Beobachtung und Sehnsucht. In Poseidon wird uns sozusagen der oberste – sogar göttliche – Beamte vorgestellt, aber da ist nichts Erhabenes.
Ein innerer Bezug ist zu sehen zu Der neue Advokat. Dort verwandelt sich das Streitross von Alexander von Makedonien, also auch eine mythische Figur, in einen Advokaten und versenkt sich in die alten Bücher, aber er leidet nicht unter dieser Wandlung.
Aus der gleichen Schaffensphase wie Poseidon stammt Das Stadtwappen. Hier werden organisatorische und bürokratische Hemmnisse beim Turmbau zu Babel dargestellt, die nur durch den ersehnten Untergang der Stadt aufgehoben werden können. Also auch hier ein Hoffen auf die klärende und reinigende Funktion der Zerstörung.

## Zitate
- […] wenn ein Mächtiger quält, muß man ihm auch in der aussichtslosesten Angelegenheit scheinbar nachzugeben versuchen;
- Er pflegte zu sagen, er warte damit bis zum Weltuntergang, dann werde sich wohl noch ein stiller Augenblick ergeben, wo er knapp vor dem Ende nach Durchsicht der letzten Rechnung noch schnell eine kleine Rundfahrt werde machen können.

## Rezeption
- Reiner Stach: „Das Schweigen der Sirenen, Poseidon, Prometheus, Der neue Advokat: In keinem dieser parabelartigen Stücke zeigt Kafka ein ideengeschichtliches Interesse an seinen Figuren, vielmehr nutzt er die Prominenz ihrer Namen, um sie mit größtmöglicher Wirkung dem Neonlicht der Moderne auszusetzen. Dass dabei der antike Mythos respektwidrig zerlegt und neu zusammengesetzt wird – wie im Fall des Poseidon, der bei Kafka als schlechtgelaunter höherer Verwaltungsbeamter auftritt –, gehörte zum literarischen Spiel […].“ (Kafka. Die frühen Jahre. S. 146 f.)

## Textausgaben
- Poseidon. Entstanden 1920. Erstveröffentlichung: Beschreibung eines Kampfes. Hrsg. von Max Brod. Prag 1936, S. 100 f. (Titel von Max Brod).
- Poseidon. In: Franz Kafka: Sämtliche Erzählungen. Hrsg. von Paul Raabe. Frankfurt a. M. 1977, S. 405, ISBN 978-3-596-21078-7
- Franz Kafka: Die Erzählungen. Originalfassung. Hrsg. von Roger Hermes. Frankfurt a. M. 1997, ISBN 3-596-13270-3.
- Franz Kafka: Nachgelassene Schriften und Fragmente II. Hrsg. von Jost Schillemeit. Fischer, Frankfurt a. M. 1992, S. 300–302.